# Некуда бежать (фильм, 2016)
«Некуда бежать» (англ. Standoff, «Тупик») — канадский художественный фильм 2016 года, триллер/драма с участием Томаса Джейна и Лоренса Фишберна. Фильм стал режиссёрским дебютом писателя и сценариста Адама Аллеки (и единственным его фильмом на сегодня). Несмотря на участие известных актёров, картина в целом получила холодный приём.

## Сюжет
В прологе показан отдельно стоящий дом в глубинке. Возле дома с бутылкой пива в руке сидит Картер Грин, его маленький сын бегает и играет с собакой по полю у дома. К Картеру подходит жена и просит прощения, видимо из-за предшествующей ссоры. Мальчик спотыкается и падает и жена напоминает Картеру, что он обещал расчистить поле от железок.
Спустя какое-то время. На пустынном кладбище проходят похороны. У могилы священник произносит надгробное слово, также присутствует женщина в чёрном и мужчина, по-видимому её охранник. Девочка по имени Изабель, которую обычно зовут Бёрд (Птичка), приезжает с мужчиной на то же кладбище навестить могилу её родителей. Пока мужчина курит, она фотографирует надгробный камень своих родителей по фамили Морган (у обоих указан год смерти 2015). Увидев вдали похороны, она подходит ближе и начинает снимать. Внезапно священник падает. Вышедший из леса киллер в чёрной маске убивает охранника, а затем, сняв маску, убивает и женщину. Он сваливает трупы в могилу и засыпает их землёй. Изабель снимает всё это на фотоаппарат, куда попадает в том числе лицо убийцы. К могиле подходит мужчина, с которым приехала Изабель, и спрашивает киллера, не видел ли он девочку в красном. Киллер убивает мужчину и замечает девочку с фотоаппаратом, которая убегает с криками о помощи. В это время заросший щетиной и опустившийся Картер сидит дома и пишет ручкой письмо. Услышав за окном крики, он видит девочку, которая бежит к дому. Преследующий её киллер стреляет и ранит Картера в ногу. Картер и Изабель укрываются на втором этаже, при этом Картер заряжает ружьё оставшимися двумя патронам и одним из них ранит киллера в бок.
Киллер остаётся на втором этаже, перевязывая рану и рассматривая вещи, сложенные Картером в ящики. Он предлагает Картеру отдать ему девочку, которую он должен убить, потому что она видела его лицо. Картеру киллер обещает сохранить жизнь, поскольку он его лица не видел. Картер отказывается. Девочка рассказывает Картеру, что её родители погибли в автокатастрофе и что убитый на кладбище Роджер был бойфрендом её тёти. Также становится ясно, что сын Картера погиб, споткнувшись о железку на поле и ударившись головой о камень. Хотя жена Картера не винила его в смерти сына, он ушла из дома, будучи не в силах жить в месте, где всё напоминало о ребёнке. Как догадывается киллер, Картер незадолго до появления девочки собирался свести счёты с жизнью.
Молодой полицейский Джерри, объезжающий участок, замечает у кладбища две пустые машины и слышит вдали выстрел. Он подъезжает к дому Картера, где его ранит киллер. Затем киллер привязывает Джерри к стулу и начинает молотком перебивать ему пальцы, говоря Картеру, что он будет делать это, а затем убьёт полицейского, если Картер не отдаст девочку. В итоге киллер убивает полицейского и подкатывает его труп на стуле к нижней части лестницы на второй этаж. Когда киллер отгоняет машину полицейского в гараж Картера, тому удаётся взять его на прицел, но в разговоре с Картером киллер догадывается, что у того только один патрон в старом ружье и что Картер не сможет его убить на большом расстоянии, к тому же боясь промахнуться. Оба возвращаются на свои прежние позиции в доме. Оба они утомлены и теряют силы. В какой-то момент Картер и Изабель обнаруживают, что киллер давно ничего не говорит и не отзывается. Картер идёт вниз проверить, где киллер, а Изабель запирается в ванной. Оказывается, киллер, сняв сапоги, прокрался на второй этаж. Картер, однако, догоняет его и стреляет, когда тот стоит на краю лестницы. Он не попадает в киллера, но тот падает с лестницы, раня ноги о стекло, ранее рассыпанное Картером на ступеньках.
Киллер решает поджечь дом, но останавливается, вспомнив о том, что у него мобильник Картера. Наступает вечер. Неожиданно для Картера на машине подъезжает его жена Мара, которой, как выяснилось, звонил киллер. Тот угрожает убить жену Картера так же, как полицейского, если Картер не отдаст девочку. Картер даёт ружье Изабель и спускается вниз для переговоров. Когда вниз спускается и девочка с ружьём, а Мара бьёт киллера головой по подбородку, Картер набрасывается на него и ранит складным ножом в шею. Падая, киллер стреляет в Картера. Мара выбегает из дома и звонит в полицию. Изабель подходит к киллеру и стреляет из ружья, но оказывается, что патронов там больше нет. Киллер наводит на неё пистолет, но не убивает девочку и умирает. Изабель подходит к раненому, но пришедшему в себя Картеру и благодарит его за спасение.

## В ролях
- Томас Джейн — Картер Грин
- Лоренс Фишберн — киллер
- Элла Бэллентайн — Изабель
- Джоанна Дуглас — Мара Грин
- Джим Уотсон — полицейский Джерри
- Джон Тенч — Роджер
- Тед Атертон — священник
- Лаура ДеКартере — вдова на кладбище

## Релиз
Премьера фильма состоялась в Великобритании 4 января 2016 года. В США фильм вышел 26 февраля 2016 года. В России цифровой релиз состоялся 17 июля 2020 года.

## Музыка
На финальных титрах фильма звучит песня Сол Сеппи «Enter one».

## Критика
Фильм получил преимущественно отрицательные отзывы: у него 36 % одобрения на Metacritic и 50 % одобрения на Rotten Tomatoes. Рецензент газеты The Hollywood Reporter назвал фильм «крепким, но предсказуемым фильмом категории „Б“, название которого полностью передаёт его суть». Глен Келли, пишущий для сайта RogerEbert.com, оценил фильм в 1 балл из 4.